# MBN 특집드라마
MBN 특집드라마는 명절이나 특정한 기간으로 지정된 날이나 달을 기념하기 위해 부정기적으로 편성·방영되는 드라마이다.

## 작품 리스트
|  | - 아래의 텔레비전 드라마 중 2002년 11월 이후에 시청 가능 연령을 표시하는 드라마 등급 제도를 의무적으로 시행하고 있습니다. - 2017년 3월 1일부터 TV 프로그램 등급 표시 외에 주제, 폭력성, 선정성, 언어, 모방 위험 등 분류 사유 표시를 의무적으로 시행하고 있습니다. |

- 《엄마니까 괜찮아》 : 2015년 9월 28일 ~ 2015년 9월 29일 (추석 특집 드라마)
- 《아빠니까 괜찮아》: 2017년 5월 18일 ~ 2017년 5월 19일
- 《철수씨와 02》 : 2018년 2월 15일 ~ 2018년 2월 16일 (설 특집 드라마)
- 《동행》 : 2020년 5월 9일 ~ 2020년 5월 10일 (가정의 달 특집 드라마)

## 같이 보기
| - 동양방송 특집드라마 - 한국방송공사 1TV 특집드라마 - 한국방송공사 2TV 특집드라마 - 문화방송 특집드라마 | - SBS 특집드라마 - JTBC 특집드라마 - MBN 특집드라마 - TV조선 특집드라마 |